# Ринг (Ирландия)
Ринг (англ. Ring; ирл. An Rinn) — деревня в Ирландии, находится в графстве Уотерфорд (провинция Манстер). Является частью Гэлтахта.

## Демография
Население — 384 человека (по переписи 2006 года). В 2002 году население составляло 332 человек.
Данные переписи 2006 года:
| Общие демографические показатели |               |                               |                               |      |      |
| Всё население                    | Всё население | Изменения населения 2002—2006 | Изменения населения 2002—2006 | 2006 | 2006 |
| 2002                             | 2006          | чел.                          | %                             | муж. | жен. |
| 332                              | 384           | 52                            | 15,7                          | 195  | 189  |